# Tessa Dullemans
Tessa Dullemans, née le 2 juillet 1997 à Rotterdam, est une rameuse néerlandaise, vice-championne olympique de quatre de couple en 2024.

## Carrière
Lors des championnats d'Europe 2022, elle remporte la médaille d'argent en quatre de couple puis une d'argent aux Championnats du monde 2022 sur la même course. Les Néerlandaises conservent leur médaille d'argent lors des Mondiaux 2023.
Aux Jeux olympiques d'été de 2024, Dullemans et ses coéquipières Roos de Jong, Laila Youssifou et Bente Paulis remportent la médaille d'argent en quatre de couple, battues sur les derniers mètres par les Britanniques pour 0,15 seconde.